# ایمن بنن
ایمن بنن (انگلیسی: Eamonn Bannon؛ زادهٔ ۱۸ آوریل ۱۹۵۸) بازیکن و مربی فوتبال اهل اسکاتلند بود.
از باشگاه‌هایی که در آن بازی کرده‌است می‌توان به باشگاه فوتبال هارت آف میدلوتیان، باشگاه فوتبال چلسی، باشگاه فوتبال هیبرنین و باشگاه فوتبال داندی یونایتد اشاره کرد.
وی همچنین در تیم‌های ملی فوتبال زیر ۲۱ سال اسکاتلند و اسکاتلند بازی کرده‌است.